# Olympische Sommerspiele 1964/Teilnehmer (Mali)
| Gelbes Symbol für Goldmedaillen mit stilisierten Olympischen Ringen | Graues Symbol für Silbermedaillen mit stilisierten Olympischen Ringen | Braundes Symbol für Bronzemedaillen mit stilisierten Olympischen Ringen |
| ------------------------------------------------------------------- | --------------------------------------------------------------------- | ----------------------------------------------------------------------- |
| —                                                                   | —                                                                     | —                                                                       |

Mali nahm an den Olympischen Sommerspielen 1964 in der japanischen Hauptstadt Tokio mit zwei Sportlern in der Leichtathletik teil. Es war Malis erste Teilnahme an Olympischen Spielen.

## Teilnehmer nach Sportarten

### Leichtathletik
- Sara Camara
100 m: im Vorlauf ausgeschieden

- Dramane Sereme
Zehnkampf: 18. Platz